# Departamentos judiciales de la provincia de Buenos Aires

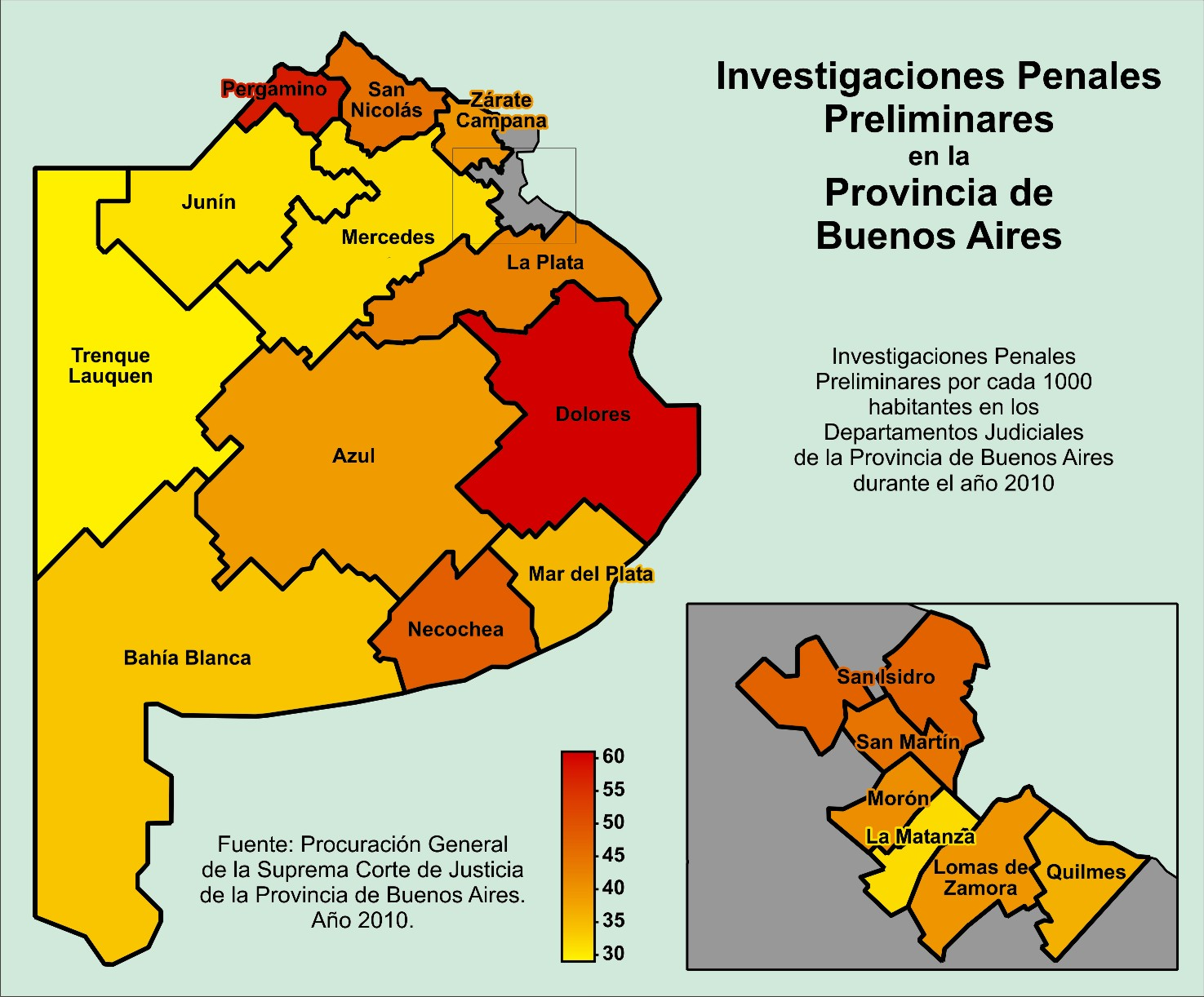
Investigaciones penales preliminares en los departamentos judiciales de la provincia.

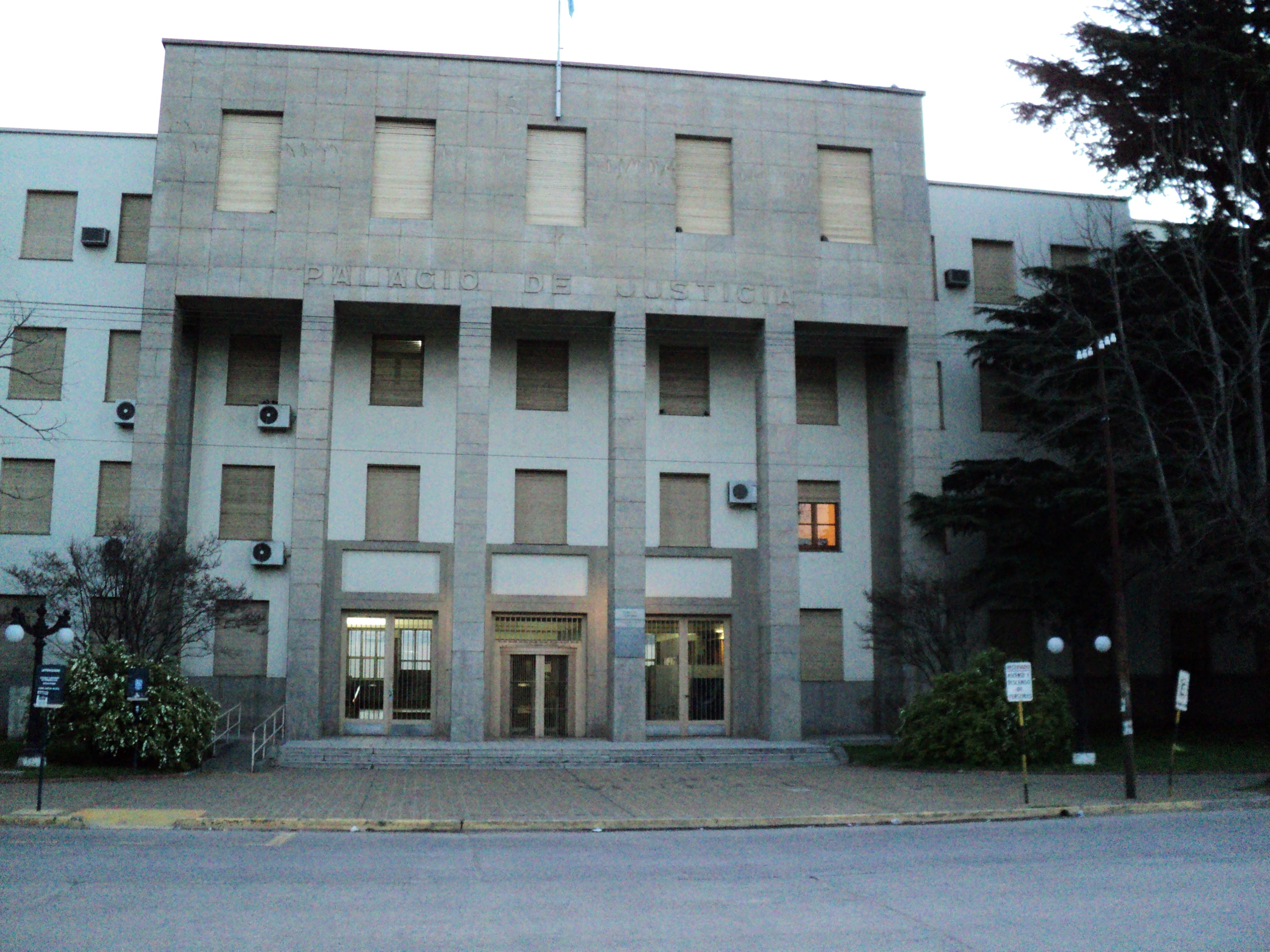
Palacio de justicia, delegación ciudad de Azul.

Los departamentos judiciales de la provincia de Buenos Aires son las unidades territoriales en las que se divide la Provincia de Buenos Aires a fin de su administración de justicia. Dependen del Ministerio de Justicia del Gobierno de la provincia de Buenos Aires.
Fueron creados por la ley provincial 5827 (y sus modificatorias)

, que en su artículo 5 (Texto según Ley 13859) establece que: "Para los Fueros Civil y Comercial, de Familia, Contencioso Administrativo, de Responsabilidad Penal Juvenil y Criminal y Correccional, se divide la Provincia en veinte (20) Departamentos Judiciales...". Actualmente, de los 20 departamentos creados, solo están en funcionamiento 19.
Desde la década de 1970, se comienzan a desmembrar ciertos departamentos de gran espacio territorial, y se crean subdivisiones.
- Departamento Judicial Azul
- Departamento Judicial de Bahía Blanca
- Departamento Judicial de Dolores
- Departamento Judicial de Junín
- Departamento judicial de La Matanza
- Departamento judicial de La Plata
- Departamento Judicial de Lomas de Zamora
  - Departamento Judicial de Avellaneda-Lanús (No estaría en funcionamiento, siendo parte de la jurisdicción del depto. judicial de Lomas de Zamora)[2]
- Departamento Judicial de Mar del Plata
- Departamento Judicial de Mercedes
- Departamento Judicial de Moreno-General Rodríguez
- Departamento Judicial de Morón
  - Departamento Judicial de Merlo (No estaría en funcionamiento, siendo parte de la jurisdicción del depto. judicial de Morón)[3]
- Departamento Judicial de Necochea
- Departamento Judicial de Pergamino
- Departamento Judicial de Quilmes
- Departamento Judicial de San Isidro
- Departamento Judicial de San Martín
- Departamento Judicial de San Nicolás de los Arroyos
- Departamento Judicial de Trenque Lauquen
- Departamento judicial de Zárate-Campana